# Krajowy Fundusz Drogowy
Krajowy Fundusz Drogowy – fundusz celowy stanowiący wsparcie dla realizacji rządowego Programu Budowy Dróg i Autostrad w Polsce poprzez gromadzenie środków finansowych na przygotowanie, budowę, przebudowę, remonty, utrzymanie i ochronę autostrad i dróg ekspresowych, a także innych dróg krajowych.
KFD jest jednym ze źródeł finansowania dróg w Polsce, obok środków budżetowych i środków z funduszy unijnych (Fundusz Spójności i fundusze strukturalne).
Fundusz został utworzony w Banku Gospodarstwa Krajowego, w wyniku zmiany ustawy z dnia 27 października 1994 roku o autostradach płatnych oraz o Krajowym Funduszu Drogowym, dokonanej 14 listopada 2003 roku (Dz.U. z 2003 r. nr 217, poz. 2124). Jednocześnie, na mocy tej samej ustawy stworzono stabilne i wydajne źródło zasilania finansowego KFD w postaci opłaty paliwowej.
Fundusz rozpoczął funkcjonowanie z dniem 1 stycznia 2004.

## Podstawowe źródła zasilania Funduszu
Podstawowymi źródłami zasilania Funduszu są:
- Stałe wpływy z opłaty paliwowej  od paliw silnikowych i gazu do napędu pojazdów, przy czym 80% wpływów zasila KFD, a 20% wpływów zasila Fundusz Kolejowy.
- Środki przekazywane przez Generalną Dyrekcję Dróg Krajowych i Autostrad z tytułu płatności dokonywanych przez operatorów autostrad płatnych oraz opłat za dokumentacje przetargowe.
- Oprocentowanie środków Funduszu na rachunku w BGK i na depozytach bankowych.
- Inne wpływy z opłat drogowych – opłaty i kary pobierane na podstawie ustawy o transporcie drogowym i ustawy o drogach publicznych.

## Dodatkowe źródła zasilania Funduszu
Dodatkowymi źródłami zasilania Funduszu mogą być:
- zobowiązania zaciągnięte przez BGK na rzecz zasilenia Funduszu w formie kredytów i pożyczek oraz poprzez emisję obligacji,
- wpływy z opłat za przejazdy autostradami w przypadku, gdy pobór opłat jest prowadzony przez GDDKiA,
- środki ze źródeł zagranicznych niepodlegających zwrotowi, darowizny i zapisy oraz inne wpływy.

## Zasady wydatkowania środków
1. Fundusz wydatkuje środki w oparciu o roczne plany finansowe opracowywane na podstawie Rządowego Programu Budowy Dróg i Autostrad w Polsce (program rzeczowo-finansowy dla inwestycji drogowych realizowanych z wykorzystaniem środków KFD opublikowany w Rozporządzeniu Rady Ministrów z dnia 4 stycznia 2005 (Dz.U. z 2005 r. nr 8, poz. 57, z późn. zm.),
2. Ze środków Funduszu finansowane są nie tylko wydatki inwestycyjne, ale także wydatki związane z przygotowaniem inwestycji.
3. Krajowy Fundusz Drogowy jest narzędziem, które może zapewnić prefinansowanie tych projektów.

Fundusz jako istotne źródło finansowania dróg, powinien przede wszystkim finansować inwestycje realizowane z wykorzystaniem funduszy pomocowych Unii Europejskiej.
Wsparcie finansowe z UE dla realizowanych programów i przedsięwzięć infrastrukturalnych wzmaga zapotrzebowanie na środki krajowe, co wynika z konieczności współfinansowania konkretnych projektów, ale także z obowiązku prefinansowania przyznanych kwot z funduszy unijnych.
Środki Funduszu mogą być także przeznaczone na płatności na rzecz spółek z tytułu realizacji przez nie obowiązków wynikających z umowy o budowę lub eksploatację autostrady, obejmujące w szczególności:
- zwrot kosztów ponoszonych z tytułu zachowania nieprzerwanej dostępności autostrady, jej utrzymania i przejezdności,
- zmienne kwoty uzależnione od spełnienia przez spółkę wymogów określonych w umowie o budowę i eksploatacją albo wyłącznie eksploatacje autostrady,
- dopłaty udzielane spółkom na pokrycie całości lub części niedoborów bieżących przychodów z tytułu eksploatacji autostrady, w celu zapewnienia płynności wydatków związanych z bieżącą obsługą i spłatą kredytów lub pożyczek bądź obligacji wyemitowanych w związku z budową autostrady.

Począwszy od ostatniego kwartału 2005 roku, nowelizacja przepisów o autostradach płatnych oraz o Krajowym Funduszu Drogowym nałożyła na KFD obowiązek wypłacania w trybie miesięcznym rekompensat dla operatorów autostrad płatnych za odstąpienie od poboru opłat za przejazdy pojazdów ciężarowych. Przedmiotowe wypłaty były finansowane z przychodów ze sprzedaży kart opłat za przejazd (winiet), pobieranych przez GDDKiA na podstawie przepisów o transporcie drogowym. Obowiązek ten był jednym z powodów zastąpienia w 2011 roku systemu winietowego elektronicznym viaTOLL.